# Galina Poryváyeva
Galina Vladímirovna Poryváyeva (en ruso: Галина Владимировна Порываева; Kaluga, URSS, 22 de febrero de 1980) es una deportista rusa que compitió en piragüismo en la modalidad de aguas tranquilas.
Ganó una medalla de plata en el Campeonato Mundial de Piragüismo de 1999 y cinco medallas en el Campeonato Europeo de Piragüismo entre los años 1999 y 2004.
Participó en los Juegos Olímpicos de Sídney 2000, ocupando el séptimo lugar en la prueba de K4 500 m.

## Palmarés internacional
| Campeonato Mundial | Campeonato Mundial | Campeonato Mundial | Campeonato Mundial |
| Año                | Lugar              | Medalla            | Competición        |
| ------------------ | ------------------ | ------------------ | ------------------ |
| 1999               | Milán (Italia)     | Medalla de plata   | K4 200 m           |
| Campeonato Europeo |                    |                    |                    |
| Año                | Lugar              | Medalla            | Competición        |
| 1999               | Zagreb (Croacia)   | Medalla de oro     | K4 200 m           |
| 1999               | Zagreb (Croacia)   | Medalla de bronce  | K4 500 m           |
| 2002               | Szeged (Hungría)   | Medalla de bronce  | K2 200 m           |
| 2002               | Szeged (Hungría)   | Medalla de bronce  | K4 200 m           |
| 2004               | Poznań (Polonia)   | Medalla de bronce  | K4 200 m           |